# Marte Berg Edseth
Marte Berg Edseth (* 6. Oktober 1998 in Oslo) ist eine norwegische Radrennfahrerin und ehemalige Skirennfahrerin.

## Sportlicher Werdegang
Edseth betrieb in ihrer Jugend alpine Skirennen auf hohem Niveau. Sie war Mitglied der norwegischen Mannschaft beim Europäischen Olympischen Winter-Jugendfestival 2015, die Silber im Mannschaftswettbewerb gewann. Bei der Alpinen Junioren-WM 2018 verpasste sie in Abfahrt (4. Platz) und Riesenslalom (6. Platz) jeweils knapp das Podium. Im März 2018 wurde sie mit 19 Jahren dreifache norwegische Meisterin, und zwar in Abfahrt, Super-G und der Kombination.
Danach wandte Edseth sich dem Straßenradsport zu. Mit ihrem Clubteam aus Ringerike nahm sie beim bretonischen Kreiz Breizh Elites Féminin Mitte 2021 erstmals an einem internationalen Rennen teil. Nach einem dritten Platz im Einzelzeitfahren der Landesmeisterschaften 2022 erhielt sie einen Vertrag beim norwegischen Uno-X Pro Cycling und damit auf Anhieb bei einem WorldTeam. Mit diesem fuhr sie noch 2022 den Giro Donne und die Ceratizit Challenge (Vorläufer der Vuelta Femenina) und im Folgejahr die Tour de France Femmes 2023, die sie allerdings während der dritten Etappe aufgeben musste. Siege bei UCI-Rennen konnte sie bislang nicht erzielen, allerdings einige gute Platzierungen bei Eintagesrennen außerhalb der WorldTour.
Für die Nationalmannschaft fuhr Edseth in den Straßenradsport-Weltmeisterschaften 2022 und 2023. 2024 vertrat sie Norwegen im olympischen Straßenrennen und kam auf den 30. Platz.

## Erfolge

### Ski Alpin

#### Juniorenweltmeisterschaften
- Åre 2017: 15. Super-G, 20. Abfahrt, 26. Slalom, 29. Riesenslalom, DNF Alpine Kombination
- Davos 2018: 4. Abfahrt, 6. Riesenslalom, 9. Super-G, DNF Slalom, DNF Alpine Kombination

#### Europacup
- 2 Platzierungen unter den besten 10

#### Nor-Am Cup
- Eine Platzierung unter den besten 10

#### Europäisches Olympisches Winter-Jugendfestival
- Vorarlberg/Liechtenstein 2015: 2. Mannschaft, DNF Riesenslalom, DNF Slalom

#### Weitere Erfolge
- Norwegische Meisterin in der Abfahrt (2019)
- Norwegische Meisterin im Super-G (2019)
- Norwegische Meisterin in der Alpinen Kombination (2019)
- Bronze bei den norwegischen Meisterschaften im Slalom (2017)
- 5 Siege bei FIS-Rennen